# موتور اصلی شاتل فضایی

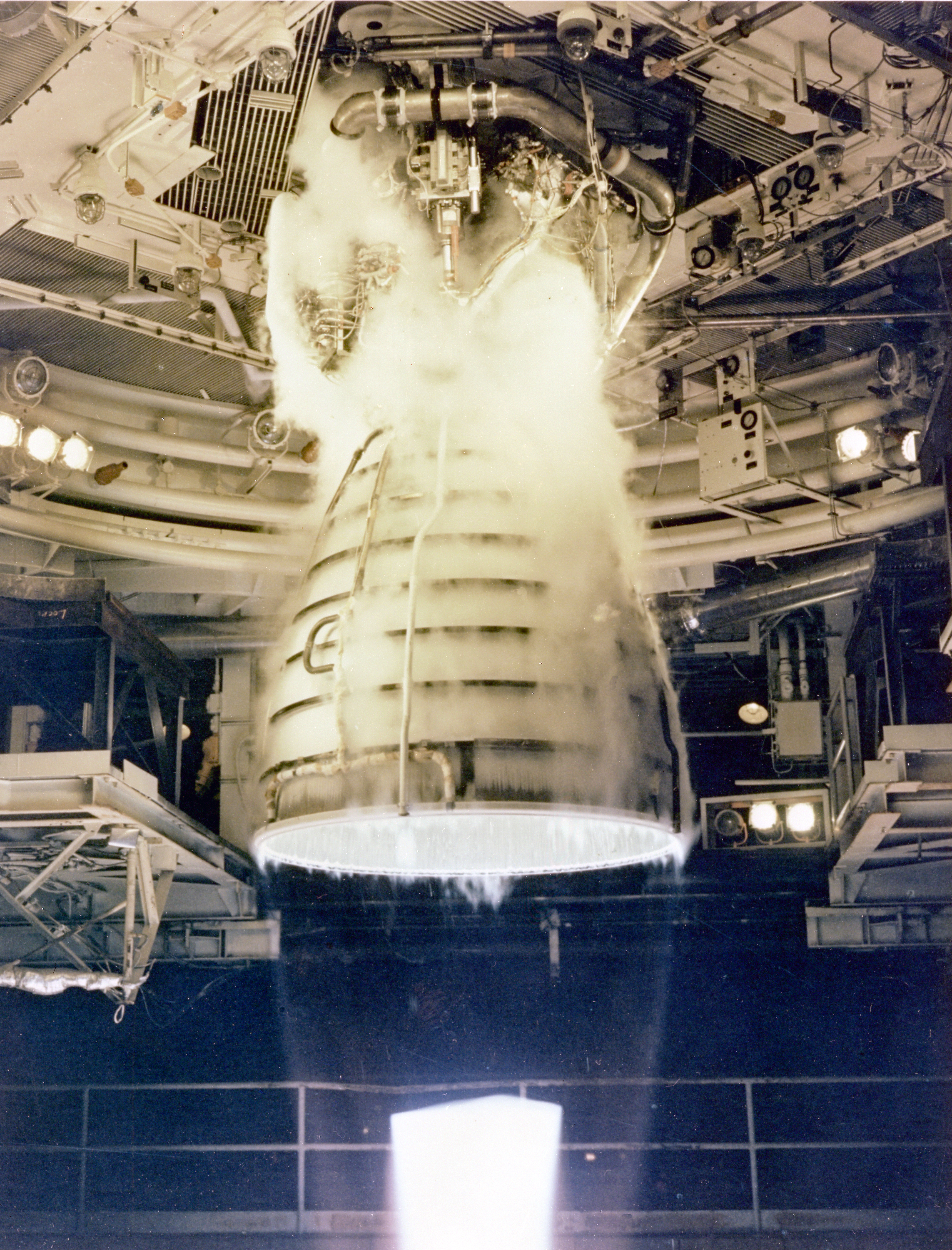
موتور اصلی شاتل فضایی در حال آزمایش-۱۹۸۱

موتور اصلی شاتل فضایی (به انگلیسی: SSME: Space Shuttle Main Engine) موتور سوزاننده‌ای است، که روی مدارگرد نصب می‌شود. در هر مأموریت فضایی از ۱۴ موتور موجود ۳ موتور انتخاب می‌شوند. این سه موتور به همراه موشک‌های سوخت جامد نیروی پیشرانهٔ لازم برای شاتل را هنگام صعود ایجاد می‌کنند. این سه موتور تا ۸٫۵ دقیقه بعد از پرتاب نیز فعال هستند که در این زمان شاتل به تدریج از جو زمین خارج می‌گردد. پس از جدا شدن موشک‌های سوخت جامد، موتورهای اصلی هستند، که شتاب لازم را برای تغییر سرعت از ۴۸۲۸ کیلومتر بر ساعت (حدود ۳۰۰۰ مایل بر ساعت) به ۲۷۳۵۸ کیلومتر بر ساعت (۱۷۰۰۰ مایل در ساعت)، در زمان ۶ دقیقه برای رسیدن به مدار تأمین می‌کنند. تراستی که این موتورها می‌توانند ایجاد کنند، حداکثر ۱٫۲ میلیون پوند است. هنگامی که شاتل شروع به شتاب گرفتن می‌کند، موتورهای اصلی حدود نیم میلیون گالون سوخت مایع که توسط مخزن خارجی تأمین می‌شود، را می‌سوازنند. این موتورها از هیدروژن مایع (دومین مایع سرد روی زمین با دمای ۴۲۳- درجهٔ فارنهایت (۲۵۲- درجهٔ سلسیوس)) به عنوان سوخت و اکسیژن مایع را به عنوان اکسیدکننده استفاده می‌کنند.

## تاریخچه
در سال ۱۹۶۹ ناسا تصمیم به طراحی وسیله‌ای با قابلیت ارسال چندباره به فضا گرفت و بدین منظور چهار بودجهٔ ۳۰۰ هزار دلاری اختصاص داد. این مبالغ در اختیار ۴ شرکت جنرال داینامیکس، لاکهید، مکدانل داگلاس و نورث آمریکن راکول قرار گرفت. هدف طراحی وسیلهٔ پرتاب دو مرحله‌ای بود، که از سوخت هیدروژن مایع و اکسیژن مایع استفاده کند. بعد از آن فاز دوم (فاز طراحی موتور) آغاز شد و کمک‌های مالی‌ای به سه شرکت ایروت، پرت اند ویتنی و راکتداین ارائه شد تا موتورهای اصلی فضاپیما را طراحی کنند. در سال ۱۹۷۲ اجازهٔ تولید موتورهای اصلی به شرکت راکتدین داده‌شد. این موتور می‌بایست، قابلیت انجام ۵۵ مأموریت را پیش از اورهال داشته باشد، زمانی در حدود هفت ساعت و نیم. موتور تولیدی باید ۲۲۰۰ کیلونیوتون تراست ایجاد می‌کرد و از پیکربندی احتراق چند مرحله‌ای بهره می‌جست. این موتور حتی با استانداردهای کنونی بسیار قوی‌تر از موتورهای هم‌نوع خودش است. فشار داخلی موتور با توجه به طراحی آن به ۲۰ مگاپاسکال می‌رسید که ۵ برابر موتورهای استفاده‌شده در موشک‌های مأموریت‌های آپولو بود. برای کنترل موتور یک سیستم احتراق اولیه در نظر گرفته شده بود که قدرت موتور را بین ۵۰٪ تا ۱۰۹٪ تنظیم می‌کرد. تمامی امکانات، سیستم‌های تشخیصی و جلوگیری از حادثه در صورت خرابی با استفاده کنترل‌کنندهٔ دیجیتال موتور اصلی روی مدارگرد هر لحظه بررسی می‌شد و این برای نخستین‌بار بود که در موتورهای فضاپیما از این فناوری استفاده می‌شد. با درنظرگرفتن سیستم احتراق چند مرحله‌ای نیاز بود که فشار هیدروژن مایع و اکسیژن مایع به میزانی بسیار بالاتر از حد معمول برسند و تکنولوژی جدیدی را می‌طلبید. در طول سی سال گذشته اصلاحات و تغییرات زیادی در ساختار این موتورها انجام شده تا کارایی و عمر آن‌ها را افزایش دهد و از وزن آن‌ها بکاهد.

## ساختار
موتور اصلی زیرمجموعه‌ای از سیستم سوختی شاتل فضایی می‌باشد. اکسیژن مایع از طریق دریچهٔ مشترک مخزن خارجی و مدارگرد وارد شده و به خط انتقال اکسیژن در داخل مدارگرد متصل می‌شود. این خط به سه شاخه تقسیم می‌شود که هر یک به یک موتور منتهی می‌شوند. در هر شاخه باید یک شیر اولیه باز شود که اجازهٔ جریان یافتن به توربوپمپ اکسیدکننده کم فشار بدهد.

### توربوپمپ کم‌فشار اکسیدکننده
توربوپمپ کم‌فشار اکسیدکننده، یک پمپ محوری است که با ۶ توربین قدرت‌گرفته از اکسیژن مایع کار می‌کند. این وسیله فشار اکسیژن مایع را از ۱۰۰ پوند بر اینچ مربع (۶۹۰ کیلوپاسکال) به ۴۲۲ پوند بر اینچ مربع (۲٬۹۱۰ کیلوپاسکال) می‌رساند. پس از این مرحله اکسیژن مایع به توربوپمپ اکسیدکنندهٔ پرفشار منتقل می‌شود. این فشار بالا باعث می‌شود که پمپ دوم بدون هیچ نقص فنی در سرعت‌های بالا کار کند. پمپ کم‌فشار گردشی بالغ بر ۵۱۰۰ دور در دقیقه دارد و به موشک‌های پیشرانه متصل است درحالی که از پشت توسط مدارگرد پشتیبانی می‌شود.

### توربوپمپ پرفشار اکسیدکننده
این وسیله از دو پمپ گریز از مرکز (یک پمپ اصلی و یک پمپ کمکی) بر روی میله‌ای که توربین‌های گاز داغ نصب هستند، قرار گرفته‌است. پمیپ اصلی فشار اکسیژن را از ۴۲۲ پوند بر اینچ مربع (۲٬۹۱۰ کیلوپاسکال) به ۴٬۳۰۰ پوند بر اینچ مربع (۳۰٬۰۰۰ کیلوپاسکال) می‌رساند، در حالی که با ۲۸۱۲۰ دور در دقیقه در حال کار است. سپس این گازهای خروجی از پمپ وارد یک راه چند بخشی می‌شود که یکی به توربین پمپ کم‌فشار می‌رسد. راه دیگر از شیر اصلی اکسیدکننده عبور می‌کند و سپس وارد اتاقک احتراق می‌شود. مقدار کمی از آن هم از طریق لوله‌ای باریک به مبدل گرمایی اکسیدکننده انتقال می‌یابد. برای جلوگیری از خرابی سیستم مبدل گرمایی، شیر هوشمندی در این قسمت تعبیه‌شده‌است که تا زمان رسیدن دمای مناسب مانع ورود اکسیژن مایع به مبدل می‌شود. مبدل، گرمای گازهای خروجی پمپ پرفشار را استفاده کرده و اکسیژن مایع را به حالت گاز درمی‌آورد. این گاز توسط لوله‌های مقاوم به مخزن خارجی انتقال پیدا می‌کند تا فشار لازم در مخزن هیدروژن مایع را تأمین کنید. راه دیگر وارد پمپ کمکی (پیش‌سوزاننده) می‌شود تا فشار کافی اکسیژن مایع را تأمین کند. از ۴٬۳۰۰ پوند بر اینچ مربع (۳۰٬۰۰۰ کیلوپاسکال) به ۷٬۴۲۰ پوند بر اینچ مربع (۵۱٬۲۰۰ کیلوپاسکال). این راه سپس از شیر پیش‌سوزانندهٔ اکسیدکننده عبور کرده و وارد خود پیش‌سوزاننده می‌شود. در عین حال وارد پیش‌سوزانندهٔ سوخت نیز می‌شود. اندازهٔ پمپ پرفشار ۲۴×۳۶ اینچ است و به گیرهٔ لولهٔ گازهای داغ متصل می‌باشد.

### سوخت
سوخت از طریق شیر لولهٔ انتقال سوخت وارد مدارگرد شده و سپس توسط این لوله به سه شاخه تقسیم می‌شود که هر شاخه وارد یکی از موتورها می‌شود. در هر شاخه شیری وجود دارد که اجازه می‌دهد مقداری از سوخت وارد توربوپمپ کم‌فشار سوخت شوند، البته زمانی که این شیرها باز باشند.

### توربوپمپ کم‌فشار سوخت
توربوپمپ کم‌فشار سوخت، پمپی محوری با توربینی دو مرحله‌ای است. وظیفهٔ آن تنظیم فشار اکسیژن مایع از ۳۰ پوند بر اینچ مربع (۲۱۰ کیلوپاسکال) به ۲۷۶ پوند بر اینچ مربع (۱٬۹۰۰ کیلوپاسکال) است و از توربو پمپ پرفشار سوخت پشتیبانی می‌کند. در زمانی که موتور مشغول به کار است، تنظیم فشار به وجود آمده توسط پمپ کم‌فشار سوخت باعث می‌شود که توربوپمپ پرفشار بدون نقص در سرعت بالا مورد استفاده قرار بگیرد. پمپ کم‌فشار سوخت سرعتی بالغ بر ۱۶۱۸۵ دور در دقیقه دارد. اندازهٔ آن ۱۸×۲۴ اینچ است. این پمپ نیز به دریچهٔ سوخت مخزن خارجی متصل است و در عین حال توسط بدنهٔ مدارگرد پشتیبانی می‌شود. جای آن °۱۸۰ با پمپ کم فشار اکسیژن فاصله دارد.

### توربوپمپ پرفشار سوخت
توربوپمپ پرفشار سوخت، پمپ گریز از مرکزی سه مرحله‌ای است، که با یک توربین گاز داغ دومرحله‌ای کار می‌کند. کار این وسیله افزایش فشار هیدروژن مایع از ۲۷۶ پوند بر اینچ مربع (۱٬۹۰۰ کیلوپاسکال) به ۶٬۵۱۵ پوند بر اینچ مربع (۴۴٬۹۲۰ کیلوپاسکال) است. این پمپ سرعتی بالغ بر ۳۵۳۶۰ دور بر دقیقه دارد. خروجی این پمپ به سمت شیر اصلی می‌رود و در آنجا وارد یک سه‌راهی می‌شود. مسیر اول به سمت پوستهٔ اتاقک اصلی احتراق می‌رود، که در آنجا هیدروژن مایع برای خنک کردن دیوارهای اتاقک مورد استفاده قرار می‌گیرد. پس از آن هیدروژن به سوی توربوپمپ کم‌فشار سوخت روانه می‌شود و توربین پمپ را به حرکت درمی‌آورد. قسمتی کوچکی از خروجی پمپ به سوی مخزن خارجی هدایت می‌شود تا فشار مخزن را ثابت نگاه دارد. باقی ماندهٔ هیدروژن از دیواره‌های خارجی و داخلی می‌گذرد تا میلهٔ اصلی گازهای داغ را خنک کند و سپس وارد اتاقک اصلی احتراق شود. یک مسیر دیگر نیز به نازل‌های موتور کشیده شده‌است، تا نازل‌ها را خنک کند. در پایان این میزان هیدروژن مایع به سوی مسیر سومی هدایت می‌شود که مستقیم وارد پیش‌سوزانندهٔ سوخت و اکسیدکننده شوند. توربوپمپ پرفشار سوخت اندازه‌ای ۲۲×۴۴ اینچی دارد و با گیره‌هایی به میلهٔ اصلی گازهای داغ متصل است.

### پیش‌سوزاننده‌های سوخت و اکسیدکننده
پیش‌سوزاننده‌های سوخت و اکسیدکننده به میلهٔ اصلی گازهای داغ متصل هستند. سوخت و اکسیدکننده به پیش‌سوزاننده‌ها وارد و ترکیب شده که نتیجهٔ آن احتراقی بهینه است. جرقه‌ساز اتاقک احتراق در وسط تزریق‌گر هر پیش‌سوزاننده قرار دارد. جرقه‌سازهای دوتایی، توسط کنترل‌کنندهٔ موتور هنگام روشن شدن آن فعال می‌شوند تا در پیش‌سوزاننده‌ها احتراق ایجاد کنند. آن‌ها پس از سه ثانیه خاموش می‌شوند زیرا پس از آن عملیات احتراق خودبه‌خود انجام می‌گیرد. پیش‌سوزاننده‌ها گازهای داغ پر از سوخت را به وجود می‌آورند که از توربین‌ها عبور کرده و برق مورد نیاز توربوپمپ‌ها پرفشار را تأمین می‌کنند. پیش‌سوزانندهٔ اکسیدکننده به توربین توربوپمپ پرفشار اکسیدکننده متصل است. پیش‌سوزانندهٔ سوخت به توربین توربوپمپ سوخت وصل است.

### شیرها
سرعت توربین‌های توربوپمپ پرفشار سوخت و اکسیدکننده به میزان باز و بسته بودن شیرهای پیش‌سوزاننده‌های سوخت و اکسیدکننده بستگی دارد. این شیرها توسط کنترل‌کنندهٔ موتور قرار داده می‌شوند، که با این کار میزان جریان اکسیژن مایع، در نهایت میزان تراست را تعیین می‌کند. شیرهای پیش‌سوزاننده‌های سوخت و اکسیدکننده جریان اکسیژن مایع را کم و زیاد می‌کنند، که همین فشار موجود در اتاق پیش‌سوزاننده، سرعت توربین‌های توربوپمپ پرفشار سوخت و اکسیدکننده و جریان اکسیژن مایع و گاز هیدروژن به اتاقک احتراق را تغییر می‌دهد. همهٔ این‌ها در میزان تراست موتور تأثیرگذار است. شیرهای پیش‌سوزاننده‌های سوخت و اکسیدکننده برای تنظیم موتور و ثابت نگه داشتن نسبت ۱ به ۶ سوخت با یکدیگر کار می‌کنند.
شیر اصلی اکسیدکننده و شیر اصلی سوخت جریان اکسیژن و هیدروژن مایعی که باید وارد موتور شوند را تعیین می‌کنند. این دو شیر توسط کنترل‌کنندهٔ موتور باز و بسته می‌شوند. هنگام کار کردن موتور هر دوی این شیرها کاملاً باز هستند.

### شیر کنترل‌کنندهٔ خنک‌کننده
روی لولهٔ انتقال خنک‌کنندهٔ حرارت یک شیر کنترل قرار داده شده‌است، کنترل‌کنندهٔ موتور، میزان گاز هیدروژن مورد استفاده در چرخهٔ خنک‌کنندهٔ نازل را زیر نظر دارد. این در نهایت به کنترل درجهٔ حرارت نازل می‌انجامد. شیر خنک‌کننده قبل از روشن شدن موتور ۱۰۰٪ باز است. پس از روشن شدن موتورها و در حال کارکرد ۱۰۰ درصد آن‌ها نیز این شیر ۱۰۰٪ بازمی‌ماند. در حالتی که کارکرد موتور به ۶۰ درصد می‌رسد، این شیر هم حدود ۶۰٪ بازمی‌ماند.

### اتاقک احتراق
هر اتاقک احتراق موتور از میله‌های گازهای داغ، گازهای داغ پر از سوخت را دریافت می‌کند. گاز هیدروژن و اکسیژن مایع از طریق تزریق‌کننده وارد اتاقک سوخت می‌شوند. این تزریق‌کننده وظیفه ترکیب دو سوخت را دارد. در وسط تزریق‌کننده جرقه‌زن قرار گرفته که تا ۳ ثانیه پس از روشن شدن موتور کار می‌کند. تزریق‌کننده و اتاقک احتراق هر دو به میلهٔ اصلی گازهای داغ جوش داده‌شده‌اند.

### نازل
بستر داخلی اتاقک احتراق و داخل هر نازل با گاز هیدروژن خنک می‌شوند. نازل‌ها زنگوله‌ای شکل هستند و به پایین اتاقک احتراق جوش داده‌شده‌اند. طول نازل‌ها ۱۱۳ اینچ است و قطر خارجی آن‌ها حدود ۹۴ اینچ. حلقهٔ پشتیبانی در بالای نازل آن را به بدنهٔ مدارگرد و محافظ حرارت متصل می‌کند. عایق حرارتی برای نازل باید استفاده شود. این تصمیم به علت وقایع گذشته و اتفاقات مأموریت‌ها پس از جدا شدن قسمت‌هایی از نازل، انجام گرفته‌است. لایه محافظ حرارت از رنگ و لایه‌های نازک آهنی تشکیل شده‌است.

### تخلیه هلیوم
توربین توربوپمپ اکسیدکننده و خود پمپ روی یک میله متصل هستند. ترکیب گاز پر سوخت در توربین و اکسیژن مایع در پمپ ممکن است باعث ایجاد مشکل شود. برای جلوگیری از آن این دو قسمت با یک سوراخ از یک دیگر جدا می‌شوند. این سوراخ توسط موتور پشتیبانی هلیوم، هنگام کار کردن موتور اصلی تخلیه می‌شود. دو دیواره میزان انتقال مواد به سوراخ را کاهش می‌دهند. یکی از آن‌ها میان پمپ و سوراخ و دیگر میان توربین و سوراخ واقع است. کم شدن میزان هلیوم در سوراخ به خاموش شدن خودکار موتور منجر می‌شود.

### وزن
وزن کلی هر موتور اصلی شاتل فضایی ۷٬۰۰۰ پوند است.